# Eleocharis gracilis
Eleocharis gracilis är en halvgräsart som beskrevs av Robert Brown. Eleocharis gracilis ingår i släktet småsäv, och familjen halvgräs. Inga underarter finns listade i Catalogue of Life.